# Igor Petrowitsch Semschow
Igor Petrowitsch Semschow (russisch Игорь Петрович Семшов; * 6. April 1978 in Moskau) ist ein ehemaliger russischer Fußballspieler.

## Karriere

### Verein
Semschows Karriere begann sehr schleppend. Obwohl in der russischen Hauptstadt aufgewachsen, seinen eigenen Vater als Trainer und in der Jugendabteilung von ZSKA Moskau spielend, konnte sich Semschow kaum entwickeln. 1996 stieß er zum Profikader von ZSKA. In seinen ersten beiden Profijahren musste er sich mit Kurzeinsätzen begnügen und es blieb ihm vor allem die Rolle des Zuschauers. Nach Ablauf der Saison 1997 entschied er sich zu einem Wechsel und unterschrieb einen Vertrag bei Torpedo Moskau. Doch auch dort erschienen keine positiven Schlagzeilen über ihn. Meist überwogen die negativen Seiten Semchovs. Fehlverhalten und Suspendierungen prägten zu dieser Zeit sein Bild. Ändern tat sich dies 2001 mit der Geburt seines ersten Kindes. Von da an entwickelte er sich weiter und erarbeitete sich Respekt innerhalb der Mannschaft sowie der Premjer-Liga. Bei Torpedo wurde er zum Schlüsselspieler und wurde in den Jahren 2001, 2002, 2003 und 2005 zum besten "Torpedo-Spieler" gewählt. Titel konnte er mit der Mannschaft allerdings nicht feiern. Für nationale Aufmerksamkeit sorgte er 2002 beim Liga-Spiel gegen Spartak Moskau, als er fast ungehindert ein Tor hätte schießen können, aber den Ball vorher ins Aus schob, da ein verletzter Spartak-Spieler am Boden lag. 2005 entschied er sich zu einem wiederholten Vereinswechsel innerhalb der Hauptstadt und schloss sich Dynamo Moskau an. Dort erhielt er einen 3-Jahres-Vertrag. Im Januar 2009 wechselte Semschow zu Zenit Sankt Petersburg; bereits ein Jahr später kehrte er wieder zurück. Von 2013 bis 2014 stand der Mittelfeldspieler bei Krylja Sowetow Samara unter Vertrag.

### Nationalmannschaft
Nach seinen guten Leistungen in der Liga 2001 und 2002 wurde er in den Kader der russischen Nationalmannschaft zur Fußball-Weltmeisterschaft 2002 in Japan und Südkorea berufen. Kurz vor Beginn der WM absolvierte er sein erstes Länderspiel. Während der WM stand er zwei Mal in der Startformation. Auch für die Fußball-Europameisterschaft 2004 in Portugal wurde er nominiert, kam dort aber nur zu einer Einwechslung im letzten Gruppenspiel gegen Griechenland. Russland schied bereits nach der Gruppenphase aus. In der Qualifikation zur Fußball-Europameisterschaft 2008 lief Semschow insgesamt neun Mal auf. Dabei stand er in acht Spielen in der Startelf. Für das Turnier wurde er von Nationaltrainer Guus Hiddink berufen.